# Савин, Михей Яковлевич
Михей Яковлевич Савин (27 августа 1912 года — 15 сентября 1982 года) — советский государственный и политический деятель, председатель Ханты-Мансийского окружного исполнительного комитета.

## Биография
Родился в семье рыбака-ханта в 1912 году. Член ВКП(б) с 1937 года.
С 1931 года — на общественной и политической работе. В 1931—1961 гг. — заведующий Организационным отделом Остяко-Вогульского окружного комитета ВЛКСМ, инструктор организационного бюро ЦК ВЛКСМ по Обско-Иртышской области, заместитель секретаря Остяко-Вогульского окружного комитета ВЛКСМ, инструктор Омского областного комитета ВЛКСМ, 1-й секретарь Берёзовского, Микояновского районного комитета ВЛКСМ, инструктор Остяко-Вогульского окружного комитета ВКП(б), председатель Исполнительного комитета Остяко-Вогульского — Ханты-Мансийского окружного Совета, председатель Ханты-Мансийского окружного комитета профсоюза работников рыбной промышленности, заведующий Организационно-инструкторским отделом Ханты-Мансийского окружного комитета ВКП(б), 1-й секретарь Кондинского районного комитета ВКП(б), 2-й, 1-й секретарь Ханты-Мансийского окружного комитета КПСС, 1-й секретарь Берёзовского районного комитета КПСС.
Избирался депутатом Верховного Совета РСФСР 2-го, 3-го, 4-го созывов.
Умер в Тюмени в 1982 году.